# Juan Bernal Díaz de Luco
Juan Bernal Díaz de Luco o Juan Bernardo Díaz de Lugo (Sevilla, 19 de agosto de 1495 - Logroño, 6 de septiembre de 1556), eclesiástico español, que fue obispo de Calahorra y La Calzada.
Nombrado obispo de Calahorra y La Calzada el 17 de abril de 1545, su consagración como obispo de Calahorra y La Calzada tuvo lugar el 31 de mayo de ese mismo año por Juan Pardo de Tavera, arzobispo de Toledo.
Permaneció en la sede riojana hasta que falleció en Logroño el 6 de septiembre de 1556.
Dejó escrita su obra Selectarum Regularum et Fallentiarum vtriusque iuris liber vnus, publicada tras su muerte.

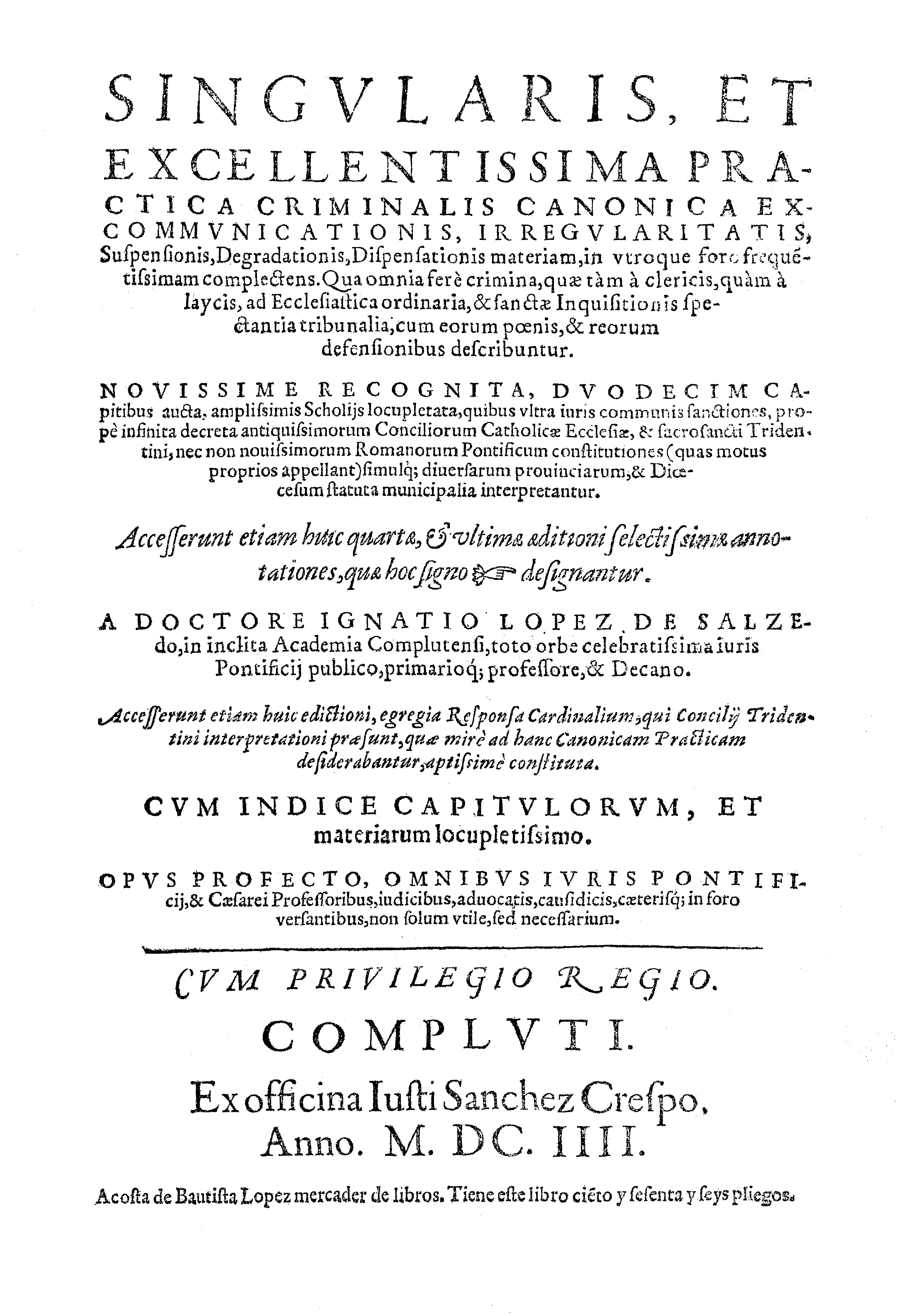
Singularis et excellentissima practica criminalis canonica (1604).